# ČSD-serija 475.1
Lokomotiva ČSD-serija 475.1 je bila zasnovana za težki potniški promet kot lokomotiva s tenderjem nekdanjih Češkoslovaških železnic (ČSD).
Ker je bil njen videz eleganten, so jih poimenovali »Šlechtična“ (Plemkinja)«.

## Zgodovina
Vleka je bila zasnovana za vožnje navadnih, pospešenih in hitrih potniških vlakov po gričevnatem terenu, ter za hitre blagovne vlaki.

Lokomotive je proizvajala tovarna Škoda v Plzeňu, naročenih je bilo 172 lokomotiv za potrebe ČSD, prevzetih je bilo samo 147, ostale (1148 do 1172) pa so bile poslane v Severno Korejo.
Serija 475.1 je bila vsestransko uporabljena. Zaradi njenega nizkega osnega pritiska (15 t) so bile dobre tudi za proge s slabšo nosilnostjo.
Konstrukcija je vsebovalo veliko naprednih elementov, imele so varjen kotel z zgorevalno komoro, jekleno kurišče, valjčni ležaj na vseh oseh ter pogonih, mehanično napajanje kurišča "Stoker", Kychlap dvojni dimnik ter stresalna rešetka. Bila je tudi popolnoma varjena.
Njeno območje uporabe so bile predvsem težki potniški vlaki v gričevnatem terenu Češke in Slovaške. Zmožna je bila vleči vlake teže 600 t na ravnini s hitrostjo 100 km/h, na vzponih 5 ‰ s 60 km/h in na 10 ‰ s 32 km/h.
Z elektrifikacijo glavnih čeških prog in nabavo dizelskih vlek, so leta 1970 postopoma postajale odveč. Leta 1972 je bilo 134 lokomotiv v aktivni službi. Posebno delitev lokomotiv T 478.1 in T 475.1 je povzročilo, da so vleka 471.1 do leta 1980 bile izločene iz uporabe. 
475.179 je bila zadnja plansko vstavljena vleka te serije.
Ohranjenih je le nekaj lokomotiv. V voznem stanju je 475.101 v Brnu, 475.111 v lasti "Iron Monument Club" v Plzeňu, 475.179 v Děčínu, in 475.196 v Vrutky. Poleg tega je več vlek tudi kot razstavni eksponat v raznih kurilnicah, npr. zelena 475.114.

## Tehnični podatki
Lokomotive so imele varjen kotel z zgorevalno komoro, jekleno kurišče, valjčni ležaj na vseh oseh ter pogonih, mehanično napajanje kurišča "Stoker", Kychlap dvojni dimnik ter stresalno rešetko.
| Oznaka:                   | ČSD 475.1001 - 1147              |
| Količina:                 | 172 (ČSD 147, Severna Koreja 25) |
| Proizvajalec:             | Škoda, Plzeň                     |
| Leta proizvodnje:         | 1947-1958                        |
| Izločitev:                | 1980                             |
| Osna konfiguracija:       | 2'D 1' h2                        |
| Razdalja med kolesi:      | 1435 mm (standard)               |
| Dolžina preko odbojnikov: | 24.800 mm                        |
| Popoln razvoj koles:      | 12.300 mm                        |
| Trdi razvoj koles:        | 5700 mm                          |
| Popoln razvoj koles:      | 12.300 mm                        |
| Razvoj s tenderjem:       | 20.610mm                         |
| Najmanjši polmer:         | 150 m                            |
| Delovna teža:             | 100 t                            |
| Delovna teža s tenderjem: | 168,8 t                          |
| Teža trenja:              | 60,6 t                           |
| Osna obremenitev:         | 15 t                             |
| Največja hitrost:         | 100 km/h                         |
| Indicirana moč:           | 1480 kW                          |
| Moč speljevanja:          | 110 kN                           |
| Premer pogonskih koles:   | 1750 mm                          |
| Premer koles spredaj:     | 880 mm                           |
| Premer koles zadaj:       | 1150 mm                          |
| Število valjev:           | 2                                |
| Razmer valjev:            | 530 mm                           |
| Omehčava valjev:          | 680 mm                           |
| Kotlovni pritisk:         | 16 bar                           |
| Številka ogrevalnih cevi: | 101                              |
| Dolžina ogrevalnih cevi:  | 5.250 mm                         |
| Površina grila:           | 4,34 m²                          |
| Površina kurjave:         | 24,2 m²                          |
| Površina cevi kurjave:    | 176,8 m²                         |
| Površina pregrevalnika:   | 75,2 m²                          |
| Površina uparjanja:       | 201 m²                           |
| Tender:                   | 935.0                            |
| Količina vode:            | 26 m³                            |
| Količina goriva:          | 14,9 m³                          |
| Zavora:                   | ročna zavora                     |
| Zračna zavora:            | Westinghouse/Božič G/P           |
| Uravnavanje:              | Heusinger                        |

## Galerija
- historičen posnetek hitrega vlaka v Liberec
- 475.111 kot hitri vlak v Ústí nad Labem
- 475.179 kot posebni vlak v Kralupy
- 475.179 na veselici parnih vlek v Dresdnu
- 475.179